# Pomairol
Pomairol o Pomariol, anche noto come Peire Pomairol o Peire Pomariol (fl. XIII secolo) è stato un trovatore occitano attivo tra la fine del XII e la prima metà del XIII secolo, originario presumibilmente di Pomayrols (Aveyron).
Della sua opera conserviamo una tenso (Pomairols, dos baros sai) composta insieme a Guionet sottoposta al giudizio di Reforzat de Trets e di Azalais Porcelleta, come viene indicato nell'invio
           [Guionet]

           Pomairols, lo jutgamen

           faza d'aquest conten

           en Reforzatz que sap dir

           e far tot can deu grazir

           bos pretz enteiramen.

           [Peire]

           Guionet, per bon l'en pren!

           Mas n'Alazais qu'enten

           en tot bon pretz enantir,

           poncelleta prec c'al dir

           lo guar de fallimen.
Pomairol viene identificato con Peire de Pomairol.